# San Marino i olympiska sommarspelen 2000
San Marino deltog i de olympiska sommarspelen 2000 med en trupp bestående av 4 deltagare, 3 män och 1 kvinna, och de tog inga medaljer.

## Resultat efter tävling

### Friidrott
Herrarnas maraton
- Gian Luigi Macina
  - Final — 2:35:42 (→ 74:e plats)

### Simning
1 500 meter frisim för herrar
- Diego Mularoni
  - Inledande heat — 16:12.91 (→ gick inte vidare)